# ロバッソメーロ
ロバッソメーロ（伊: Robassomero）は、イタリア共和国ピエモンテ州トリノ県にある、人口約3,100人の基礎自治体（コムーネ）。

## 地理

### 位置・広がり

#### 隣接コムーネ
隣接するコムーネは以下の通り。
- カゼッレ・トリネーゼ
- チリエ
- ドルエント
- フィアーノ
- ノーレ
- サン・マウリーツィオ・カナヴェーゼ
- ヴェナリーア・レアーレ